# Sithon ismarus
Sithon ismarus är en fjärilsart som beskrevs av Hans Fruhstorfer 1912. Sithon ismarus ingår i släktet Sithon och familjen juvelvingar. Inga underarter finns listade i Catalogue of Life.